# Ostrea elongata
Ostrea elongata (лат. Ostrea elongata) врста је шкољки из породице правих острига (Ostreidae).

## Статус
Неприхваћен

## Прихваћено име
Manupecten pesfelis (Linnaeus, 1758)

## Оригинални извор
- Born, I. von (1780) Testacea Musei Cæsarei Vindobonensis, quæ jussu Mariæ Theresiæ Augustæ disposuit et descripsit. - pp. I-XXXVI [= 1-13], 1-442, Tab. 1-18. Vindobonæ., available online at http://resolver.sub.uni-goettingen.de/purl?PPN574450726%5B%5D [details]
- Huber, M. (2010). Compendium of bivalves. A full-color guide to 3,300 of the world's marine bivalves. A status on Bivalvia after 250 years of research. Hackenheim: ConchBooks. 901 pp., 1 CD-ROM. (look up in IMIS) [details]